# Rajd Szwecji

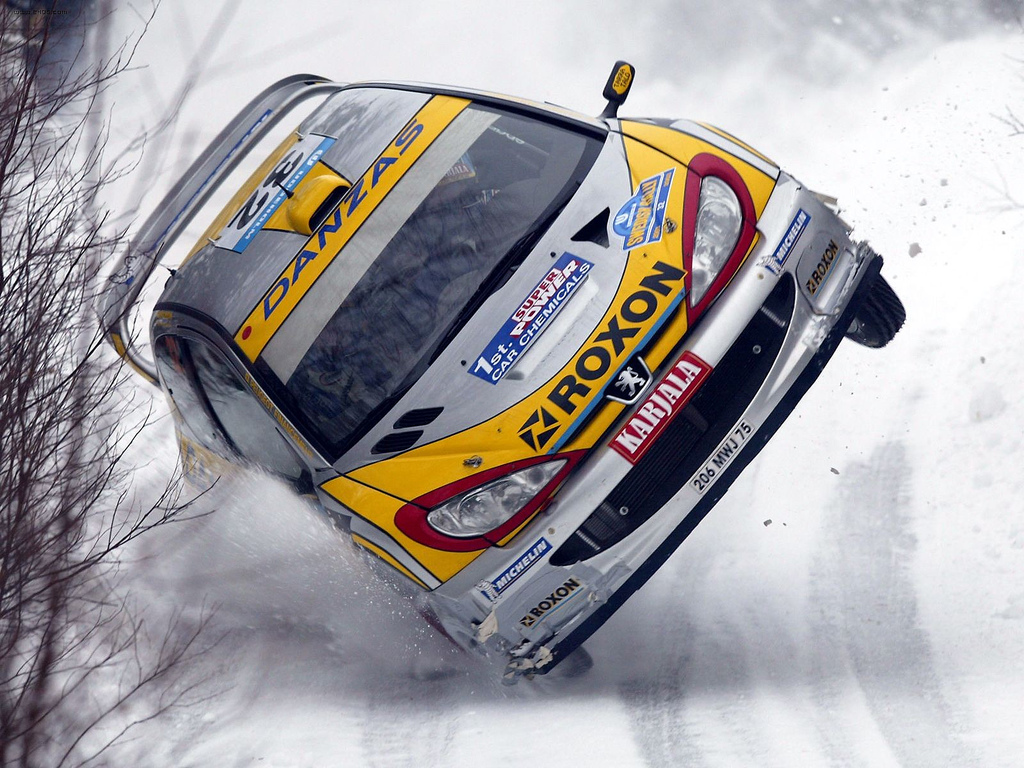
Juuso Pykälistö w Peugeot 206 WRC podczas rajdu Szwecji 2001

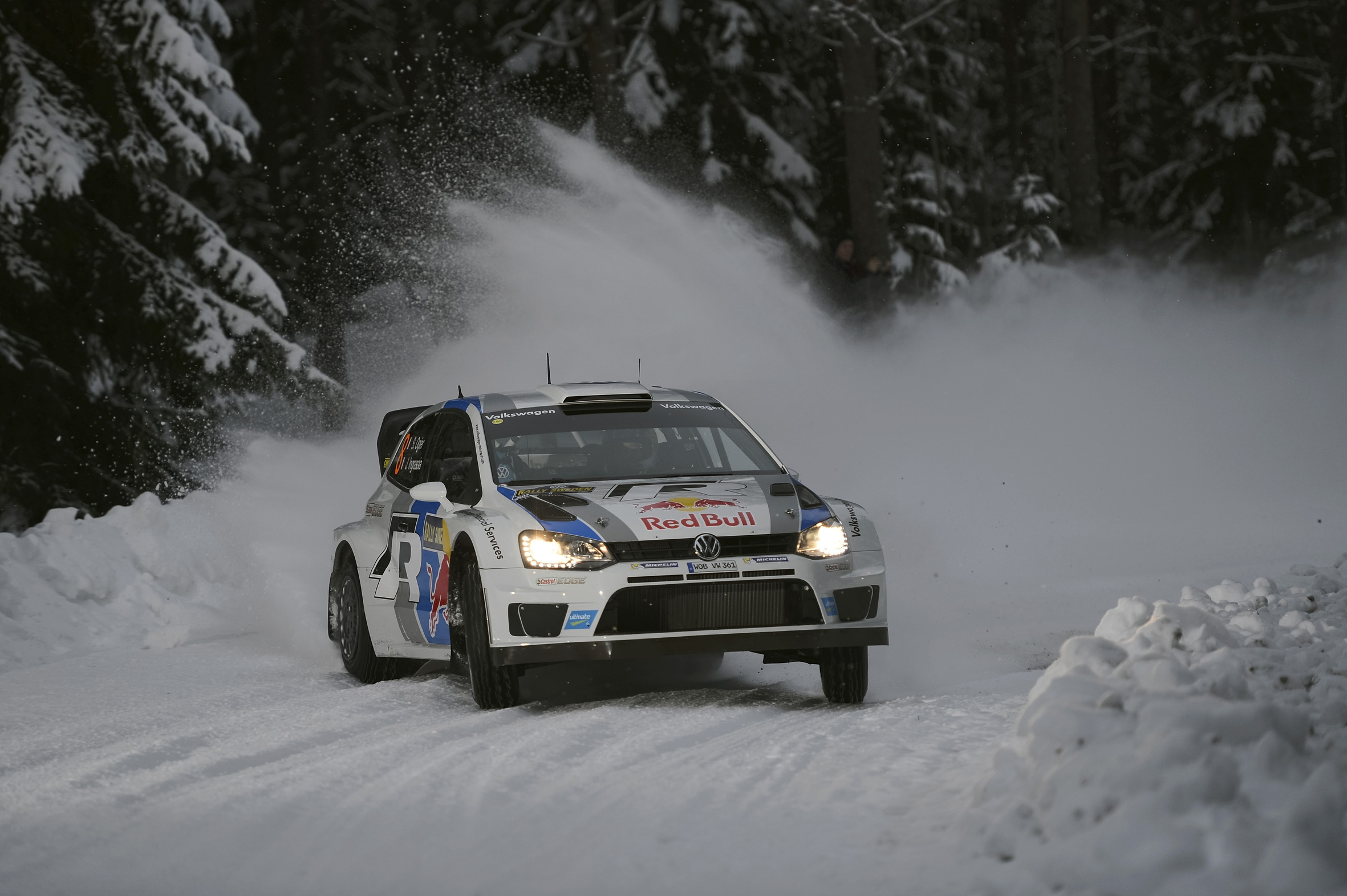
Sébastien Ogier w podczas rajdu Szwecji 2013

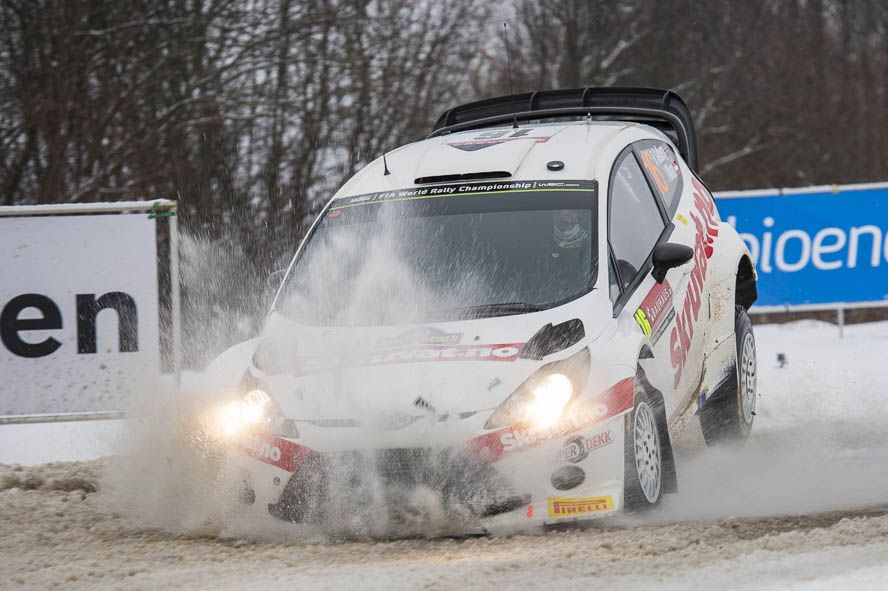
Henning Solberg w Ford Fiesta RS WRC podczas rajdu Szwecji 2014

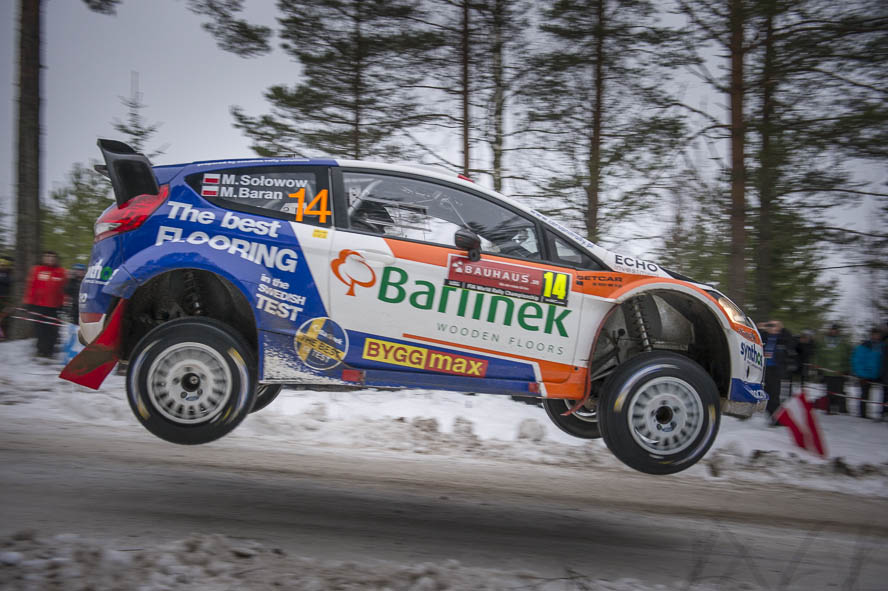
Michał Sołowow w podczas rajdu Szwecji 2014

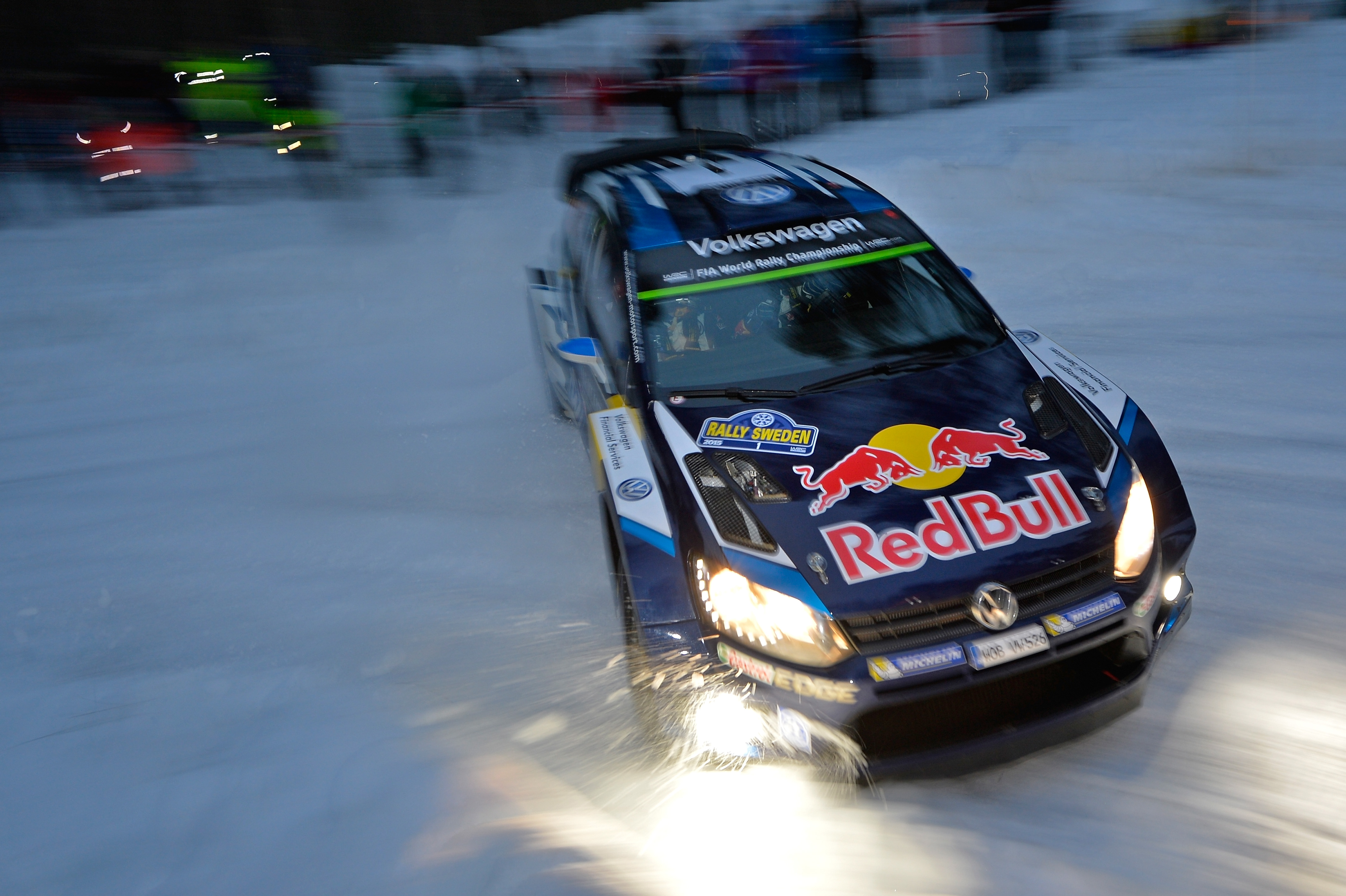
Sébastien Ogier podczas rajdu Szwecji 2015

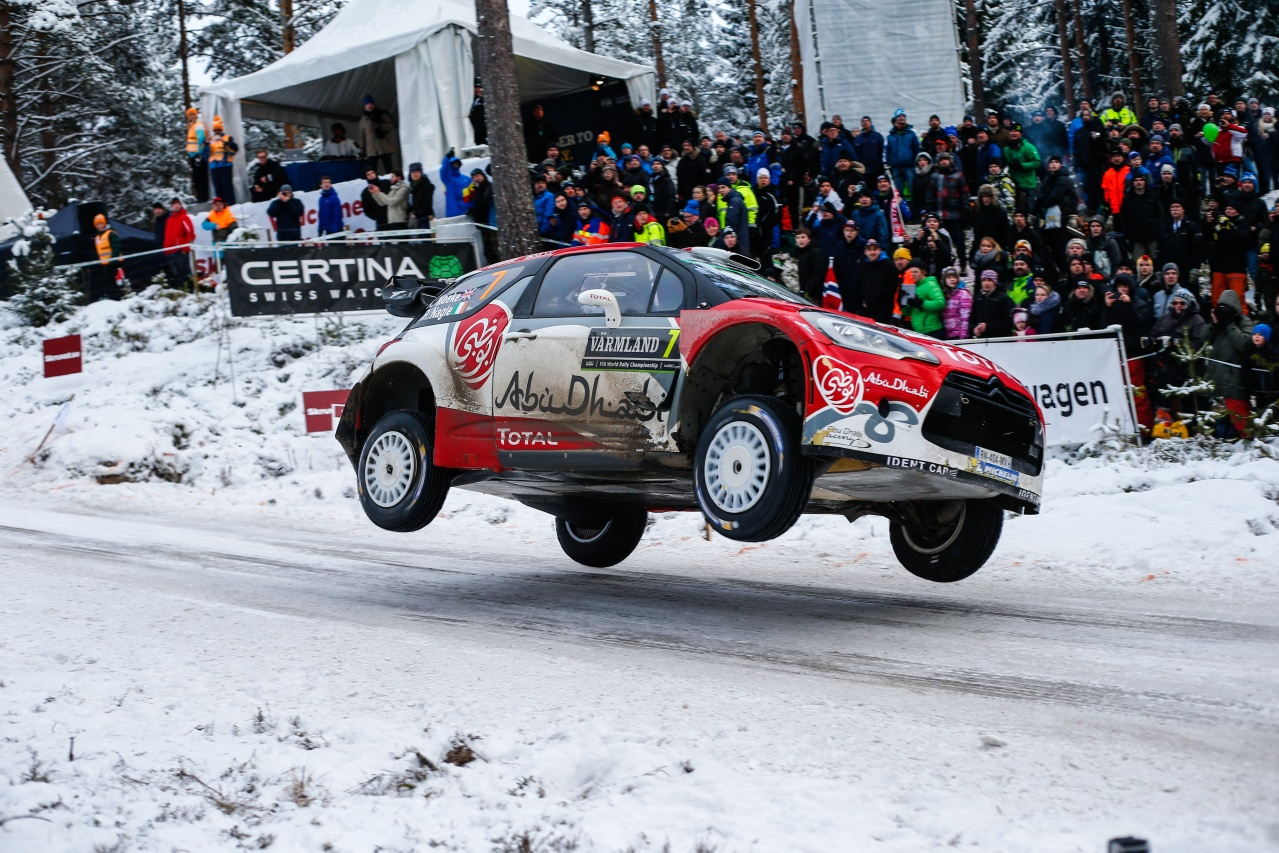
Kris Meeke podczas rajdu Szwecji 2016

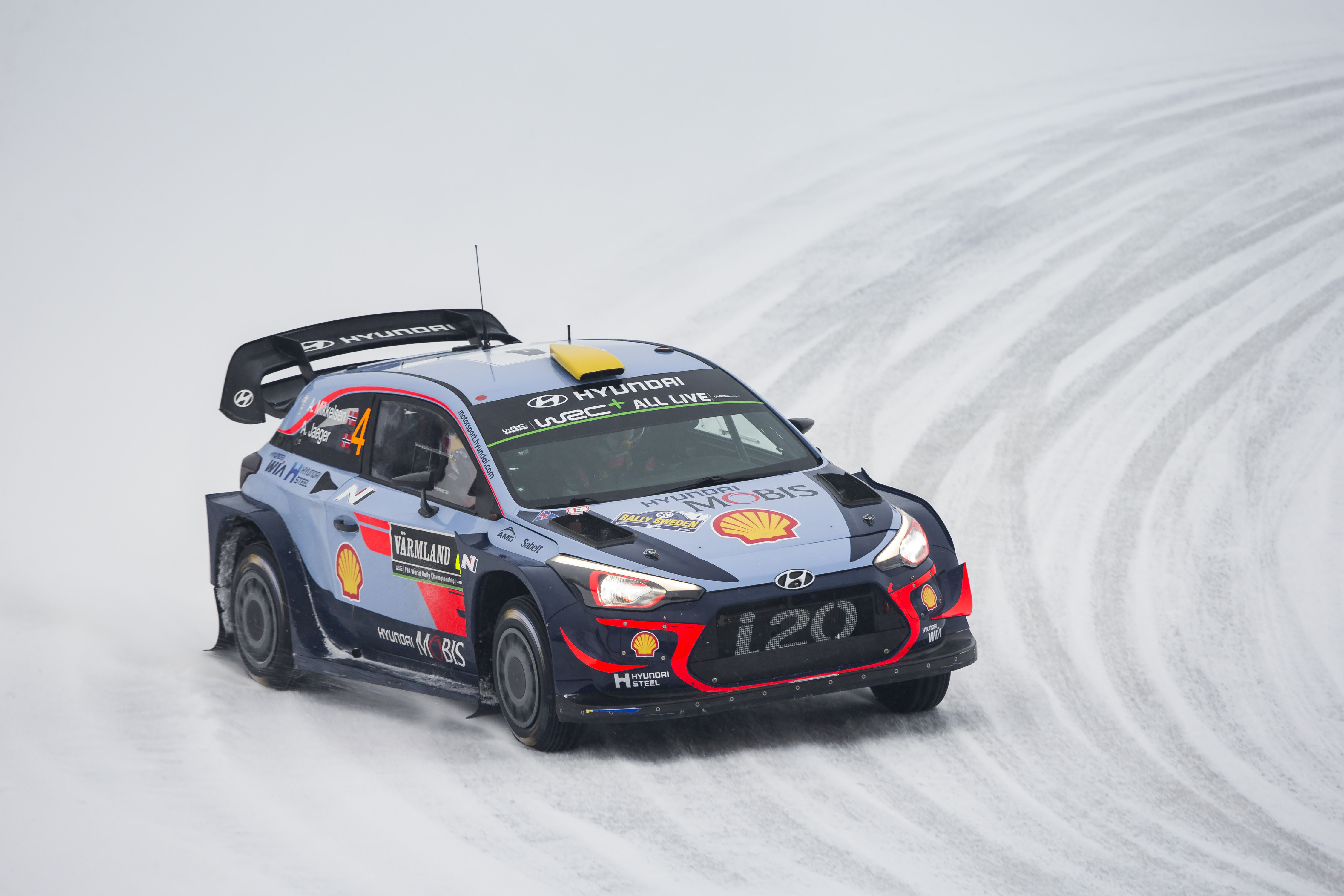
Andreas Mikkelsen podczas rajdu Szwecji 2018

Rajd Szwecji (oficjalnie Rally Sweden) – rajd samochodowy organizowany corocznie w środkowej Szwecji w regionie Värmland. Rajd odbywa się zwykle w lutym na zaśnieżonych drogach. Trasa wiedzie przez lasy i ma około 1600 km podzielonych na odcinki specjalne i łączące je odcinki dojazdowe.
Pierwsza edycja odbyła się w 1950 i był to wtedy rajd letni, a start i meta odbywały się w różnych miejscach. W 1965 rajd został przeniesiony na okres zimowy i tak jest do dziś. Od 1967 start i meta rajdu znajduje się w Karlstad. W 1970 roku impreza została włączona w cykl Międzynarodowych Mistrzostw Konstruktorów (IMC – International Championship for Manufacturers), a od 1973 jest eliminacją Rajdowych Mistrzostw Świata.
Trzykrotnie rajd nie odbył się: w 1974 z powodu światowego kryzysu paliwowego, w 1990 z powodu zbyt łagodnej zimy oraz w 2009 gdy w kalendarzu mistrzostw świata wprowadzono na krótko system rotacyjny (w tamtym roku imprezą zimową był Rajd Norwegii).

## Zwycięzcy[1]
| Rok  | Nazwa rajdu                     | Kierowca                            | Pilot                               | Samochód                            | Kategoria  |
| ---- | ------------------------------- | ----------------------------------- | ----------------------------------- | ----------------------------------- | ---------- |
| 1950 | 1. International Swedish Rally  | Per-Fredrik Cederbaum               |                                     | BMW                                 |            |
| 1951 | 2. International Swedish Rally  | Gunnar Bengtsson                    | Sven Zetterberg                     | Talbot Lago                         |            |
| 1952 | 3. International Swedish Rally  | Grus-Olle Persson                   | Olle Norrby                         | Porsche 356                         |            |
| 1953 | 4. International Swedish Rally  | Sture Nottorp                       | Bengt Jönsson                       | Porsche 356                         | ERC        |
| 1954 | 5. International Swedish Rally  | Carl-Gunnar Hammarlund              | Eric Pettersson                     | Porsche 356 1300 Super              | ERC        |
| 1955 | 6. International Swedish Rally  | Allan Borgefors                     | Åke Gustavsson                      | Porsche 356 1500                    | ERC        |
| 1956 | 7. International Swedish Rally  | Harry Bengtsson                     | Åke Righard                         | Volkswagen 1200                     | ERC        |
| 1957 | 8. International Swedish Rally  | Ture Jansson                        | Lennart Jansson                     | Volvo PV544 LS                      | ERC        |
| 1958 | 9. International Swedish Rally  | Gunnar Andersson                    | Niels Peder Elleman-Jacobsen        | Volvo PV544                         | ERC        |
| 1959 | 10. International Swedish Rally | Erik Carlsson                       | Mario Pavoni                        | Saab 93 B                           | ERC        |
| 1960 | 11. International Swedish Rally | Carl-Magnus Skogh                   | Rolf Skogh                          | Saab 96                             | ERC        |
| 1961 | 12. International Swedish Rally | Carl-Magnus Skogh                   | Rolf Skogh                          | Saab 96                             | ERC        |
| 1962 | 13. International Swedish Rally | Bengt Söderström                    | Bo Ohlsson                          | British Motor Corporation           | ERC        |
| 1963 | 14. International Swedish Rally | Berndt Jansson                      | Eric Pettersson                     | Porsche 356                         | ERC        |
| 1964 | 15. International Swedish Rally | Tom Trana                           | Gunnar Thermanius                   | Volvo PV544                         | ERC        |
| 1965 | 16. International Swedish Rally | Tom Trana                           | Gunnar Thermanius                   | Volvo PV544                         | ERC        |
| 1966 | 17. International Swedish Rally | Åke Andersson                       | Sven-Olof Svedberg                  | Saab 96 V4                          | ERC        |
| 1967 | 18. International Swedish Rally | Bengt Söderström                    | Gunnar Palm                         | Ford Cortina Lotus                  | ERC        |
| 1968 | 19. KAK Rallyt                  | Björn Waldegård                     | Lars Helmér                         | Porsche 911 T                       | ERC        |
| 1969 | 20. KAK Rallyt                  | Björn Waldegård                     | Lars Helmér                         | Porsche 911 L                       | ERC        |
| 1970 | 21. International Swedish Rally | Björn Waldegård                     | Lars Helmér                         | Porsche 911 S                       | IMC        |
| 1971 | 22. International Swedish Rally | Stig Blomqvist                      | Arne Hertz                          | Saab 96 V4                          | IMC        |
| 1972 | 23. International Swedish Rally | Stig Blomqvist                      | Arne Hertz                          | Saab 96 V4                          | IMC        |
| 1973 | 24. International Swedish Rally | Stig Blomqvist                      | Arne Hertz                          | Saab 96 V4                          | WRC        |
| 1975 | 25. International Swedish Rally | Björn Waldegård                     | Hans Thorszelius                    | Lancia Stratos HF                   | WRC        |
| 1976 | 26. International Swedish Rally | Per Eklund                          | Björn Cederberg                     | Saab 96 V4                          | WRC        |
| 1977 | 27. International Swedish Rally | Stig Blomqvist                      | Hans Sylvan                         | Saab 99 EMS                         | WRC        |
| 1978 | 28. International Swedish Rally | Björn Waldegård                     | Hans Thorszelius                    | Ford Escort RS1800                  | WRC        |
| 1979 | 29. International Swedish Rally | Stig Blomqvist                      | Björn Cederberg                     | Saab 99 Turbo                       | WRC        |
| 1980 | 30. International Swedish Rally | Anders Kulläng                      | Bruno Berglund                      | Opel Ascona 400                     | WCD, ERC4  |
| 1981 | 31. International Swedish Rally | Hannu Mikkola                       | Arne Hertz                          | Audi Quattro                        | WCD, ERC4  |
| 1982 | 32. International Swedish Rally | Stig Blomqvist                      | Björn Cederberg                     | Audi Quattro                        | WCD, ERC4  |
| 1983 | 33. International Swedish Rally | Hannu Mikkola                       | Arne Hertz                          | Audi Quattro A1                     | WCD, ERC4  |
| 1984 | 34. International Swedish Rally | Stig Blomqvist                      | Björn Cederberg                     | Audi Quattro A2                     | WCD, ERC4  |
| 1985 | 35. International Swedish Rally | Ari Vatanen                         | Terry Harryman                      | Peugeot 205 Turbo 16                | WRC        |
| 1986 | 36. International Swedish Rally | Juha Kankkunen                      | Juha Piironen                       | Peugeot 205 Turbo 16 E2             | WRC        |
| 1987 | 37. International Swedish Rally | Timo Salonen                        | Seppo Harjanne                      | Mazda 323 4WD                       | WRC        |
| 1988 | 38. International Swedish Rally | Markku Alén                         | Ilkka Kivimäki                      | Lancia Delta HF 4WD                 | WRC        |
| 1989 | 39. International Swedish Rally | Ingvar Carlsson                     | Per Carlsson                        | Mazda 323 4WD                       | WCD        |
| 1991 | 40. International Swedish Rally | Kenneth Eriksson                    | Staffan Parmander                   | Mitsubishi Galant VR-4              | WCD        |
| 1992 | 41. International Swedish Rally | Mats Jonsson                        | Lars Bäckman                        | Toyota Celica GT-Four               | WCD        |
| 1993 | 42. International Swedish Rally | Mats Jonsson                        | Lars Bäckman                        | Toyota Celica Turbo 4WD             | WRC        |
| 1994 | 43. International Swedish Rally | Thomas Rådström                     | Lars Bäckman                        | Toyota Celica Turbo 4WD             | 2LWRC      |
| 1995 | 44. International Swedish Rally | Kenneth Eriksson                    | Staffan Parmander                   | Mitsubishi Lancer Evolution II      | WRC, 2LWRC |
| 1996 | 45. International Swedish Rally | Tommi Mäkinen                       | Seppo Harjanne                      | Mitsubishi Lancer Evolution III     | WRC        |
| 1997 | 46. International Swedish Rally | Kenneth Eriksson                    | Staffan Parmander                   | Subaru Impreza WRC                  | WRC        |
| 1998 | 47. International Swedish Rally | Tommi Mäkinen                       | Risto Mannisenmäki                  | Mitsubishi Lancer Evolution IV      | WRC        |
| 1999 | 48. International Swedish Rally | Tommi Mäkinen                       | Risto Mannisenmäki                  | Mitsubishi Lancer Evolution VI      | WRC        |
| 2000 | 49. International Swedish Rally | Marcus Grönholm                     | Timo Rautiainen                     | Peugeot 206 WRC                     | WRC        |
| 2001 | 50. International Swedish Rally | Harri Rovanperä                     | Risto Pietiläinen                   | Peugeot 206 WRC                     | WRC        |
| 2002 | 51. Uddeholm Swedish Rally      | Marcus Grönholm                     | Timo Rautiainen                     | Peugeot 206 WRC                     | WRC        |
| 2003 | 52. Uddeholm Swedish Rally      | Marcus Grönholm                     | Timo Rautiainen                     | Peugeot 206 WRC                     | WRC        |
| 2004 | 53. Uddeholm Swedish Rally      | Sébastien Loeb                      | Daniel Elena                        | Citroën Xsara WRC                   | WRC        |
| 2005 | 54. Uddeholm Swedish Rally      | Petter Solberg                      | Phil Mills                          | Subaru Impreza WRC 2004             | WRC        |
| 2006 | 55. Uddeholm Swedish Rally      | Marcus Grönholm                     | Timo Rautiainen                     | Ford Focus RS WRC 06                | WRC        |
| 2007 | 56. Uddeholm Swedish Rally      | Marcus Grönholm                     | Timo Rautiainen                     | Ford Focus RS WRC 06                | WRC        |
| 2008 | 57. Uddeholm Swedish Rally      | Jari-Matti Latvala                  | Miikka Anttila                      | Ford Focus RS WRC 07                | WRC        |
| 2010 | 58. Rally Sweden                | Mikko Hirvonen                      | Jarmo Lehtinen                      | Ford Focus RS WRC 09                | WRC        |
| 2011 | 59. Rally Sweden                | Mikko Hirvonen                      | Jarmo Lehtinen                      | Ford Fiesta RS WRC                  | WRC        |
| 2012 | 60. Rally Sweden                | Jari-Matti Latvala                  | Miikka Anttila                      | Ford Fiesta RS WRC                  | WRC        |
| 2013 | 61. Rally Sweden                | Sébastien Ogier                     | Julien Ingrassia                    | Volkswagen Polo R WRC               | WRC        |
| 2014 | 62. Rally Sweden                | Jari-Matti Latvala                  | Miikka Anttila                      | Volkswagen Polo R WRC               | WRC        |
| 2015 | 63st Rally Sweden               | Sébastien Ogier                     | Julien Ingrassia                    | Volkswagen Polo R WRC               | WRC        |
| 2016 | 64. Rally Sweden                | Sébastien Ogier                     | Julien Ingrassia                    | Volkswagen Polo R WRC               | WRC        |
| 2017 | 65. Rally Sweden                | Jari-Matti Latvala                  | Miikka Anttila                      | Toyota Yaris WRC                    | WRC        |
| 2018 | 66. Rally Sweden                | Thierry Neuville                    | Nicolas Gilsoul                     | Hyundai i20 Coupe WRC               | WRC        |
| 2019 | 67. Rally Sweden                | Ott Tänak                           | Martin Järveoja                     | Toyota Yaris WRC                    | WRC        |
| 2020 | 68. Rally Sweden                | Elfyn Evans                         | Scott Martin                        | Toyota Yaris WRC                    | WRC        |
| 2021 | Rajd Szwecji 2021               | Odwołany z powodu epidemii COVID-19 | Odwołany z powodu epidemii COVID-19 | Odwołany z powodu epidemii COVID-19 | WRC        |
| 2022 | 69. Rally Sweden                | Kalle Rovanperä                     | Jonne Halttunen                     | Toyota GR Yaris Rally1              | WRC        |
| 2023 | 70. Rally Sweden                | Ott Tänak                           | Martin Järveoja                     | Ford Puma Rally1                    | WRC        |
| 2024 | 71. Rally Sweden                | Esapekka Lappi                      | Janne Ferm                          | Hyundai i20 N Rally1                | WRC        |
| 2025 | 72. Rally Sweden                | Elfyn Evans                         | Scott Martin                        | Toyota GR Yaris Rally1              | WRC        |

- 2LWRC – Puchar Świata pojazdów 2-litrowych (zaliczane tylko do klasyfikacji konstruktorów)
- ERC – Rajdowe Mistrzostwa Europy (liczba oznacza współczynnik rajdu)
- IMC – Międzynarodowe Mistrzostwa Konstruktorów
- WCD – Rajdowe mistrzostwa świata (zaliczane tylko do klasyfikacji kierowców)
- WRC – Rajdowe mistrzostwa świata

## Colin's Crest Award[3]

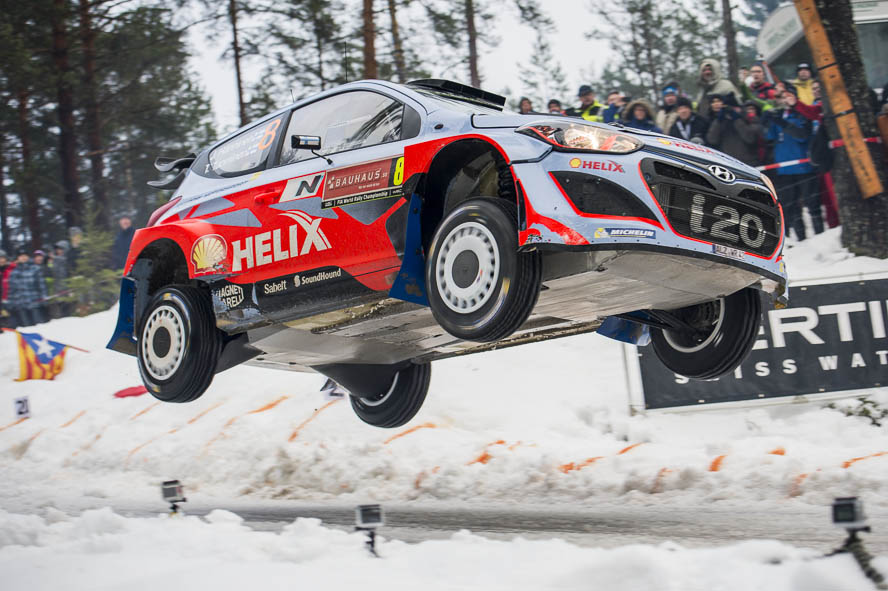
Juho Hänninen podczas najdłuższego skoku na Colin's Crest w roku 2014

Od 2008 podczas Rajdu Szwecji na Vargåsen, podczas przejazdu odcinka specjalnego, organizowany jest konkurs skoków zwany Colin's Crest Award. Polega on na zmierzeniu najdłuższego oddanego soku na hopie, nazwanej dla uczczenia Colina McRae.

### Zwycięzcy
| Rok  | Kierowca          | Samochód           | Długość |
| ---- | ----------------- | ------------------ | ------- |
| 2008 | Khalid Al Qassimi | Ford Focus RS WRC  | 36 m    |
| 2010 | Marius Aasen      | Subaru Impreza STi | 37 m    |
| 2011 | Ken Block         | Ford Fiesta RS WRC | 37 m    |
| 2012 | Ott Tänak         | Ford Fiesta RS WRC | 32 m    |
| 2013 | Thierry Neuville  | Ford Fiesta RS WRC | 35 m    |
| 2014 | Juho Hänninen     | Hyundai i20 WRC    | 36 m    |
| 2015 | Thierry Neuville  | Hyundai i20 WRC    | 44 m    |
| 2016 | Eyvind Brynildsen | Ford Fiesta R5 Evo | 45 m    |
| 2017 | Mads Østberg      | Ford Fiesta WRC    | 44 m    |
| 2018 | Mads Østberg      | Citroën C3 WRC     | 42 m    |
| 2019 | Kris Meeke        | Toyota Yaris WRC   | 41 m    |